# Jock Clear

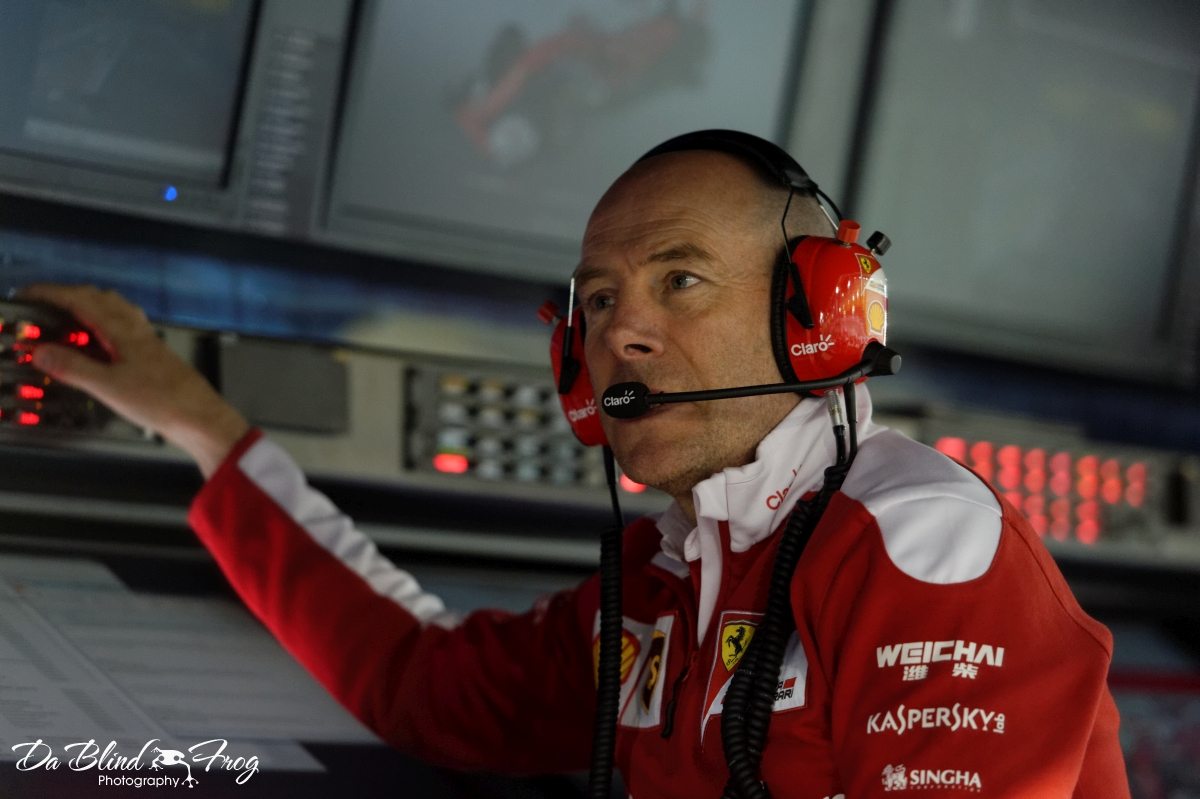
Jock Clear

Jock Clear (* 12. September 1963 in Portsmouth, Hampshire) ist ein britischer Motorsportingenieur.

## Karriere
Clear studierte bis 1987 an der Heriot-Watt University in Edinburgh und erlangte dort einen Abschluss in Maschinenbau.
Seine Karriere im Motorsport begann zunächst 1988 als Designer bei Lola, bevor er 1989 in die Formel 1 zu Benetton wechselte, wo er den Posten des Chefdesigners besetzte. 1992 arbeitete Clear ebenfalls als Chefdesigner bei Leyton House und wechselte im folgenden Jahr zu Lotus, wo er 1994 Renningenieur von Johnny Herbert wurde.
Nach dem Niedergang von Lotus wechselte er 1995 zu Williams und wurde dort Renningenieur von David Coulthard, der in dieser Saison einen Grand-Prix-Sieg feierte und WM-Dritter wurde. Als 1996 Jacques Villeneuve zum Team stieß, wurde Clear dessen Renningenieur. Unter Clears Leitung wurde Villeneuve 1997 Fahrerweltmeister, Williams gewann die Konstrukteurs-WM.
1999 wechselte Clear zusammen mit Villeneuve zu BAR, wo er den Kanadier bis 2003 weiterhin betreute. Noch während der Saison verließ Villeneuve das Team und Clear wurde bis Ende 2005 Renningenieur von Takuma Satō, der Villeneuve im Team ersetzte. 2006 bis 2009 betreute Clear in dem inzwischen in Honda Racing F1 und später Brawn GP umbenannten Team den Brasilianer Rubens Barrichello, der 2009 Dritter wurde. 2010 war er als leitender Renningenieur am Auto von Nico Rosberg bei Mercedes, dem Nachfolger von Brawn GP, tätig.
Im Dezember 2014 wurde bekannt, dass Clear zur Scuderia Ferrari wechselt und dort Pat Fry als Chefingenieur ablösen wird.